# Nantua
Nantua és un municipi francès, situat al departament de l'Ain i a la regió d'Alvèrnia-Roine-Alps.
Hi havia antigament un monestir benedictí. L'església és del segle xii.